# 蕪崎海岸

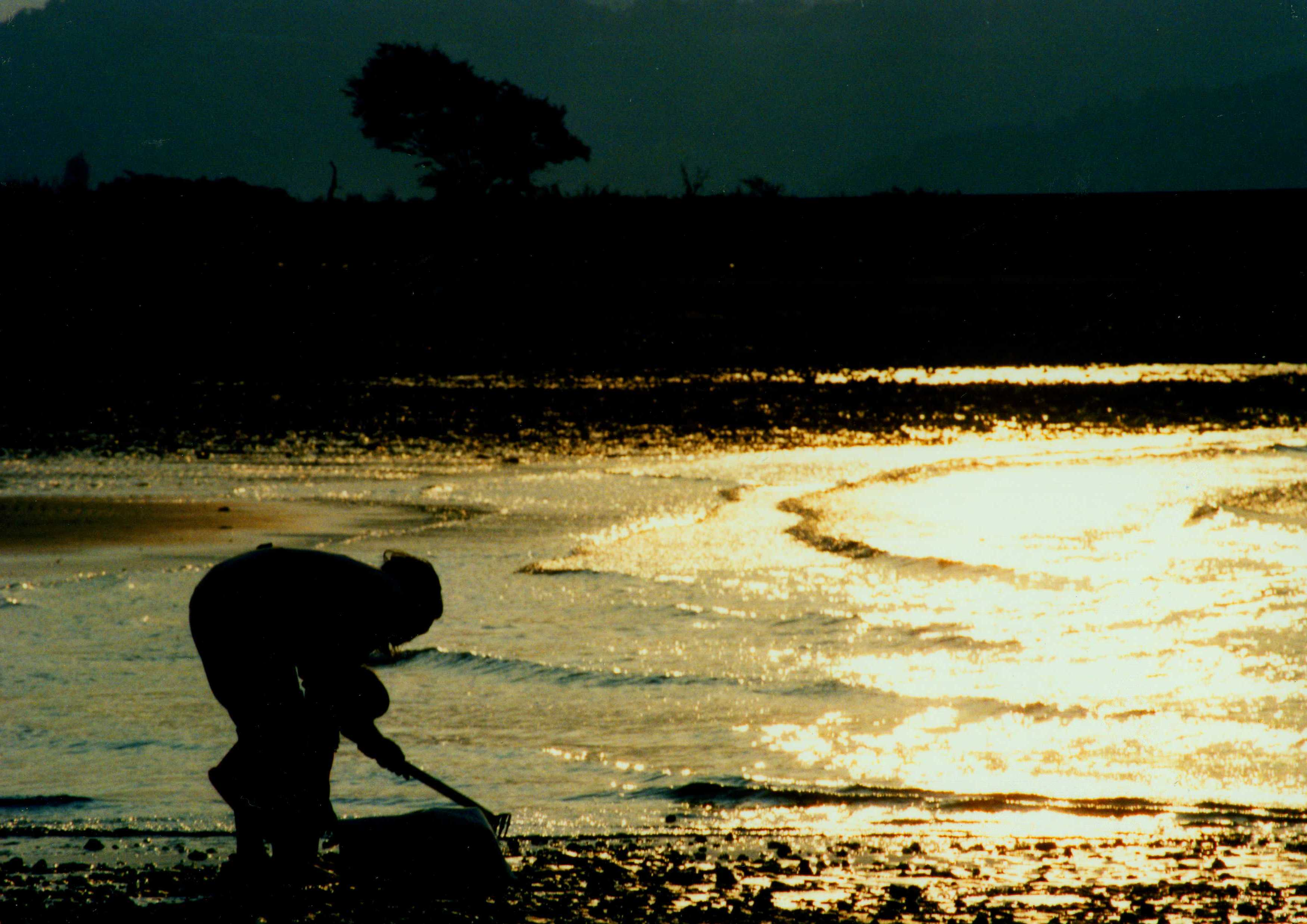
夕暮れの蕪崎海岸

蕪崎海岸（かぶらさきかいがん）は、愛媛県四国中央市土居町大字蕪崎地先にある海岸。

## 概要
ほとんどが砂浜で、遠浅になっており、潮が引くと干潟ができ、朝夕などは大変美しく、潮干狩り（3月中旬～5月末まで）などが楽しめる。近くに関川が流れ込んでいる。

## 交通アクセス
- JR予讃線伊予土居駅から、タクシーで10分。

## 周辺情報
- 大空高原古墳群（愛媛県指定記念物史跡）（1957年（昭和32年）12月14日指定）
- 天満神社（町指定有形文化財建造物）（1992年（平成4年）3月17日指定）
- 蕪崎神社（クスノキが町指定天然記念物になっている）（1981年（昭和56年）12月8日指定）
- 延命寺　四国別格二十霊場第12番札所。いざり松が有名。